# Grønåret kålsommerfugl
Grønåret kålsommerfugl (Pieris napi) er en sommerfugl i hvidvingefamilien. Arten er udbredt over hele Europa og i de tempererede dele af Asien og Nordamerika. I Danmark er den grønårede kålsommerfugl almindelig over hele landet, selv på mindre øer. Man kan møde sommerfuglen i skove og i områder med næringsrig og gerne fugtig jord. Den dukker frem samtidig med aurora i begyndelsen af maj og kan ses helt hen i oktober.

## Beskrivelse
- Pieris napi ♂
- Pieris napi  ♂  △
- Pieris napi  ♀
- Pieris napi  ♀ △

## Udseende
Den grønårede kålsommerfugl kan forveksles med både stor og lille kålsommerfugl, men den har små gråsorte trekantede pletter på forvingens søm, der markerer ribberne, hunnens tegninger er her tydeligere end hannens. Bagvingernes underside har farvede ribber, der fremtræder olivengrønne. Den olivengrønne farve bliver dog svagere om sommeren. Artens farver varierer meget mellem generationerne og mellem hvert individ.

## Livscyklus
Den grønårede kålsommerfugl har to generationer hen over sommeren i Danmark. Æggene lægges på korsblomster, gerne sammen med æg af aurora. Larverne fra de to arter konkurrerer ikke, da auroralarverne æder af skulperne og larverne af grønåret kålsommerfugl æder plantens blade. Efter en uge klækkes æggene og larverne er udvoksede efter 2-3 uger. Larverne forpupper sig herefter og puppen klækkes efter ca. en uge. Den anden generation overvintrer i puppestadiet til næste forår.
Den grønårede kålsommerfugl vandrer ikke som stor og lille kålsommerfugl.

## Foderplanter
Løgkarse, Eng-Karse, Vand-Karse, Vejsennep, Stor Fladstjerne og forskellige arter af Kål.
Den grønårede kålsommerfugl er ikke en plage for haveejere med kål som de to andre Pieris-arter: stor og lille kålsommerfugl, da den grønårede kålsommerfugls larver lever på løgkarse og andre vilde korsblomster, men ikke på Have-Kål.